# Phantom (musikalbum)
Phantom är det andra studioalbumet av det norska black metal-bandet Khold. Albumet utgavs 2002 av skivbolaget Moonfog Productions.

## Låtlista
1. "Dødens grøde" – 3:57
2. "Skjebnevette" – 3:33
3. "Hekseformular i vev" – 3:01
4. "Phantom" – 4:19
5. "Fra grav til mørke" – 3:09
6. "Døde fuglers sang" – 4:02
7. "Slaktereika" – 3:53
8. "Ord i flammer" – 4:23
9. "Vandring" – 3:33

- Text: Hildr
- Musik: Khold

## Medverkande
Musiker (Khold-medlemmar)
- Gard (Sverre Stokland) – sång, gitarr
- Rinn (Geir Kildahl) – gitarr
- Sir Graanung (Victor Cito Borge) – basgitarr
- Sarke (Thomas Berglie) – trummor

Produktion
- Khold – producent
- Moonfog Productions – producent
- Svein Solberg – ljudtekniker, ljudmix
- Satyr Wongraven – redigering
- Chris Sansom – mastering
- Lars Eithun – foto
- Hildr (Hilde Nymoen) – sångtexter